# Umma (stad)
Umma, gelegen bij het huidige Tell Jokha, was een van de stadstaten in Sumer. 

## Archeologie en plundering
Na de eerste golfoorlog werd Tell Jokha zwaar geplunderd en besloot de Iraqi State Board of Antiquities and Heritage een opgraving te organiseren om te redden wat er te redden was. Het project liep vier jaar 1999-2002. Daarna kwam echter de tweede golfoorlog en de bezetting van Irak en nog meer plunderingen. Het duurde tot Al-Watawalli in 2009 en 2010 zijn resultaten publiceerde. Nadien is de vindplaats nooit meer professioneel opgegraven of zelfs maar goed verkend. De grootte wordt op ongeveer 225 ha geschat.

## Kleitabletten
Er zijn echter uit illegale bron veel tabletten opgedoken. Dit begon zelfs al in de jaren 1920. Langdon publiceerde er vier van in 1937. Het zijn korte administratieve documenten, maar ze zijn wel gedateerd:
1. jaarnaam: jaar waarin Simanu verwoest werd; dit is jaar 3 van Gimil-Sin van Ur III (vóór 2112 v.Chr.)
2. jaarnaam: jaar waarin Kimash verwoest werd; dit is jaar 46 van Shulgi van Ur III  (ca. 2051 v.Chr.)
3. jaarnaam: jaar waarin de hogepriester van Nannar gekozen werd; dit is jaar 4 van Amar-Sin van Ur III[3] (ca. 2043 v.Chr.)
4. jaarnaam: jaar waarin Amar-Sin[3] Urbillum verwoestte; dit is jaar 2 van Amar-Sin van Isin (ca. 2045 v.Chr.)[4]

Dit laat wel de grote ouderdom van de stad zien. De Sumerische koningslijst vermeldt zelfs dat het nog eerder in de 24e eeuw v.Chr. enige tijd de dominante stad van Sumer was, met Lugalzagezi als bekendste vorst.
De stad staat bekend om een langdurig conflict met Lagash. Het conflict ging voornamelijk over water. De tigris heeft een aftakking die de moderne tijd als Sjatt al-Hai (شط الحي) bekend staat. De aftakking was niet ver van Umma gelegen en de twee rivieren waren stroomafwarts zijdelings verbonden door een kanaal dat destijds als Lumma-girnun bekend stond. Lagash lag verder zuidelijk en Umma kon de vloei van hun broodnodige irrigatiewater in het zijkanaal manipuleren zonder schade aan hun eigen landbouw.

## De prinses
Het totale aantal tabletten van het lokale archief wordt op 20.000 geschat.  Veel daarvan is administratief van aard maar er zijn twee opmerkelijke tabletten onder met de code TCL 5 6166 en zijn bijna-kopie Nisaba 26 85. Deze twee tabletten bevatten een vrij compleet bevolkingsregister van  de "éren", de vrije mannelijke bevolking.
De tabletten zijn niet gedateerd maar het eerste vermeldt twee personen, een politieagent Nigingar-kiduk en een prinses Nin-turtur, de dochter van koning Šulgi van Ur III. Van hen is bekend dat zij in de twee laatste decennia van deze koning leefden.
Van de prinses is uit andere bron nog wat meer bekend. Haar volle naam was Nin9-tur-tur-šè en zij was getrouwd met ene dEn-líl-lá-bí-dug4 die waarschijnlijk een hoge militair was, mogelijk een generaal. Van hem is bekend dat hij een šu-nir-standaard de tempel van Šara in mocht dragen, een rituele handeling gewoonlijk voorbehouden aan generaals. Er werd een schaap geschonken aan de prinses ter gelegenheid van de geboorte van hun kind. Prinses Nin-tur-tur bezat een landhuis nabij de plaats Kamari met een uitgebreid personeel van 28 mannen, 88 vrouwen en 21 kinderen. Ze had ook een woning in de stad Uruk en in Ur. Ze reisde vaak naar Babylon, Ur, Nippur, Esagdana en Girsu.

## De bevolking van Umma
Het bevolkingsregister is opmerkelijk gedetailleerd.Van iedere éren wordt vermeld hoeveel zilver zij aan de koning verschuldigd zijn en zij worden ingedeeld in vier categorieën:
1. In strikte zin in dienst van de koning: 2580. Daaronder vielen alle militairen, zoals 120 "àga-ús lugal": elitetroepen maar ook 10 "nar lugal: koninklijke zangers"en verder timmerlieden, pottenbakkers en schrijvers
2. Leden van de institunionele sector: 600, zoals leden van de bureaucratie en het bestuur
3. Beroepslieden 113: handelaren, herauten, volders, leerbewerkers, herders, genezers
4. Anderen, bij naam genoemd 119

Naast de 3624 éren waren er natuurlijk hun vrouwen, kinderen en ouderen. Zij waren ook vrije burgers, maar daarnaast was er ongetwijfeld ook een bevolking van dienaren en slaven. Slaven waren duur en er zullen er niet meer dan een duizendtal geweest zijn. Al met al zal de bevolking van Umma een kleine 20.000 bedragen hebben.